# It's Goin' Down (X-Ecutioners)
It's Goin' Down è un singolo del gruppo musicale statunitense X-Ecutioners, pubblicato il 15 marzo 2002 come secondo estratto dal secondo album in studio Built from Scratch.

## Descrizione
Il brano ha visto la partecipazione di Mike Shinoda e Joe Hahn, rispettivamente rapper e DJ dei Linkin Park. Sebbene accreditata al quartetto di DJ, It's Goin' Down è stata scritta ed arrangiata in gran parte da Hahn e Shinoda (quest'ultimo ne è stato anche il produttore) e contiene campionamenti di un brano di Xzibit, Year 2000, e di due brani dei Linkin Park, Step Up e Dedicated. Nel ritornello e in alcuni scratch è possibile ascoltare la parola "X-Men", primo nome degli X-Ecutioners, poi cambiato per problemi di copyright con i fumetti omonimi della Marvel Comics.
Nel 2020 il brano è stato incluso dai Linkin Park tra i contenuti bonus della riedizione del loro primo album in studio Hybrid Theory, uscita per il ventesimo anniversario di quest'ultimo.

## Video musicale
Il video, diretto da Hahn, mostra quest'ultimo, il bassista Phoenix e il batterista Rob Bourdon dei Linkin Park con Wayne Static (all'epoca frontman degli Static-X) che suonano assieme agli X-Ecutioners all'interno di una chiesa abbandonata, mentre Shinoda si sposta in mezzo al palcoscenico rappando. Le riprese delle scene e delle diverse sequenze ed angolazioni sono state collegate fra loro mediante tecniche particolari. Alla fine della canzone la telecamera si allontana, riprendendo una folla di gente per lo più appartenente al mondo dell'hip hop. Nel video fanno la loro apparizione anche gli altri due membri dei Linkin Park, Chester Bennington e Brad Delson, i quali appaiono rispettivamente ai minuti 2:02 e 3:33.

## Versioni
- Nell'EP dei Linkin Park Underground 4.0 è presente un medley dal vivo tra Step Up, Nobody's Listening e It's Goin' Down, eseguito durante il Projekt Revolution Tour 2004.
- Nel 2006 la canzone è stata eseguita dal vivo al David Letterman Show dagli stessi X-Ecutioners, con la collaborazione di Xzibit e dei Biohazard, ma con il cambiamento totale delle strofe. Nello stesso anno è stata eseguita in concerto anche dai Fort Minor.

## Tracce
Testi e musiche di Mike Shinoda, Joe Hahn, Anthony Williams, Keith Bailey, Rob Aguilar, Melvin Jones e Alvin Joiner, eccetto dove indicato.
CD promozionale (Regno Unito, Stati Uniti)
1. It's Goin' Down (Radio Edit) – 3:36
2. It's Goin' Down – 4:04

CD singolo (Regno Unito), download digitale
1. It's Goin' Down (featuring Mike Shinoda and Mr. Hahn of Linkin Park) – 4:08
2. X-Ecution of a Bum Rush (featuring The Beat Junkies) – 2:58 (Christopher Oroc, Jermaine Jackson, Anthony Williams, Keith Bailey, Rob Aguilar, Eric Barrier, William Griffin)
3. Play That Beat (Lo-Fidelity All Stars Remix) – 4:22 (H. McGuire, Jay Miller)

12" (Regno Unito)
- Lato A

1. It's Goin' Down (featuring Mike Shinoda and Mr. Hahn of Linkin Park) – 4:12

- Lato B

1. Play That Beat (Lo-Fidelity All Stars Remix) – 4:22 (H. McGuire, Jay Miller)
2. X-Ecution of a Bum Rush (featuring The Beat Junkies) – 2:58 (Christopher Oroc, Jermaine Jackson, Anthony Williams, Keith Bailey, Rob Aguilar, Eric Barrier, William Griffin)

12" (Stati Uniti)
- Lato A

1. It's Goin' Down – 4:12
2. It's Goin' Down (Instrumental) – 4:14

- Lato B

1. The X-Ecutioners (Theme) Song (featuring Dan the Automator) – 4:33
2. It's Goin' Down (Scratchappella) – 2:15

## Formazione
Gruppo
- Roc Raida – giradischi
- Rob Swift – giradischi
- Total Eclipse – giradischi
- Mista Sinista – giradischi

Altri musicisti
- Mike Shinoda – voce, chitarra, basso, batteria
- Joe Hahn – giradischi

Produzione
- Mike Shinoda – produzione
- Roc Raida – coproduzione
- Sean Cane (Sean C) – coproduzione
- Michael Patterson – missaggio
- J. D. Andrew – assistenza missaggio

## Classifiche
| Classifica (2002) | Posizione massima |
| ----------------- | ----------------- |
| Australia         | 28                |
| Germania          | 56                |
| Paesi Bassi       | 82                |
| Regno Unito       | 7                 |
| Svizzera          | 69                |